# Оковитый, Александр Кириллович
Александр Кириллович Оковитый (род. 14 июля 1938 года) — советский и российский тренер по лёгкой атлетике. Заслуженный тренер РСФСР (1992). Заслуженный работник физической культуры Российской Федерации (1997).

## Биография
Александр Кириллович Оковитый родился 14 июля 1938 года. В 1962 году окончил Ленинградский государственный педагогический институт имени А. И. Герцена.
С 1958 по 1971 год работал тренером в ДЮСШ Дзержинского района Ленинграда. С 1971 по 2000 год был старшим тренером ДСО «Динамо». С 1980 по 2000 год тренировал сборные Ленинграда и Санкт-Петербурга, с 1990 по 1997 год — сборную России. Был членом тренерского совета Ленинграда. Также многие годы работал тренером по общефизической подготовке питерских теннисистов.
В настоящее время работает тренером в ГБОУ ДОД СДЮСШОР «ШВСМ по легкой атлетике» г. Санкт-Петербурга.
Среди его воспитанников:
- Игорь Транденков — двукратный серебряный призёр Олимпийских игр (1992, 1996), призёр чемпионатов мира и Европы[4];
- Родион Гатауллин — серебряный призёр Олимпийских игр 1988 года, двукратный чемпион мира в помещении (1989, 1993), двукратный чемпион Европы (1990, 1994)[4];
- Руслан Гатауллин — чемпион России 2007 года, трёхкратный чемпион России в помещении (2003, 2006, 2009)[4];
- Евгений Смирягин — чемпион Европы среди юниоров 1995 года, чемпион Европы среди молодежи 1997 года, чемпион России 1999 года;
- Александра Киряшова — чемпионка России в помещении 2011 года, и другие спортсмены[5][6].

## Награды и звания
- Заслуженный тренер РСФСР (1992).
- Заслуженный работник физической культуры Российской Федерации (1997)[7].
- Премия Правительства Санкт-Петербурга (2013)[8].